# Hordeum secalinum
La segale selvatica (Hordeum secalinum Schreb., 1771) è una pianta angiosperma monocotiledone appartenente alla famiglia delle Poacee (o Gramineae, nom. cons.).<

## Etimologia
Il nome generico (Hordeum) è un nome romano dell'orzo. L'epiteto specifico (secalinum) indica una pianta che cresce nei campi di segale.
Il nome scientifico della specie è stato definito dall'entomologo e naturalista tedesco Johann Christian Daniel von Schreber (Weißensee, 17 gennaio 1739 – Erlangen, 10 dicembre 1810) nella pubblicazione "Spicilegium Florae Lipsicae" (Spicil. Fl. Lips. 148) del 1771.

## Descrizione

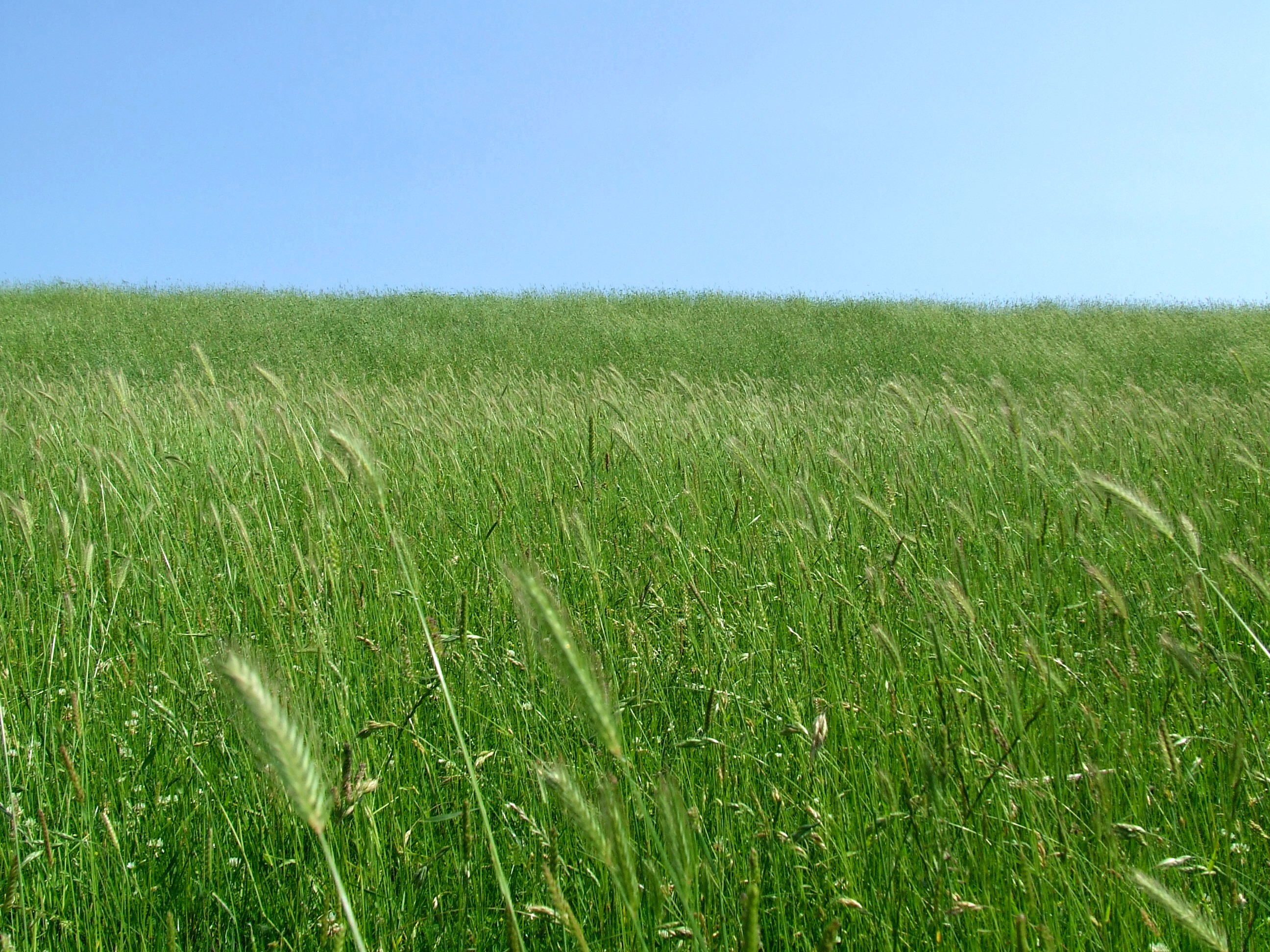
Il portamento

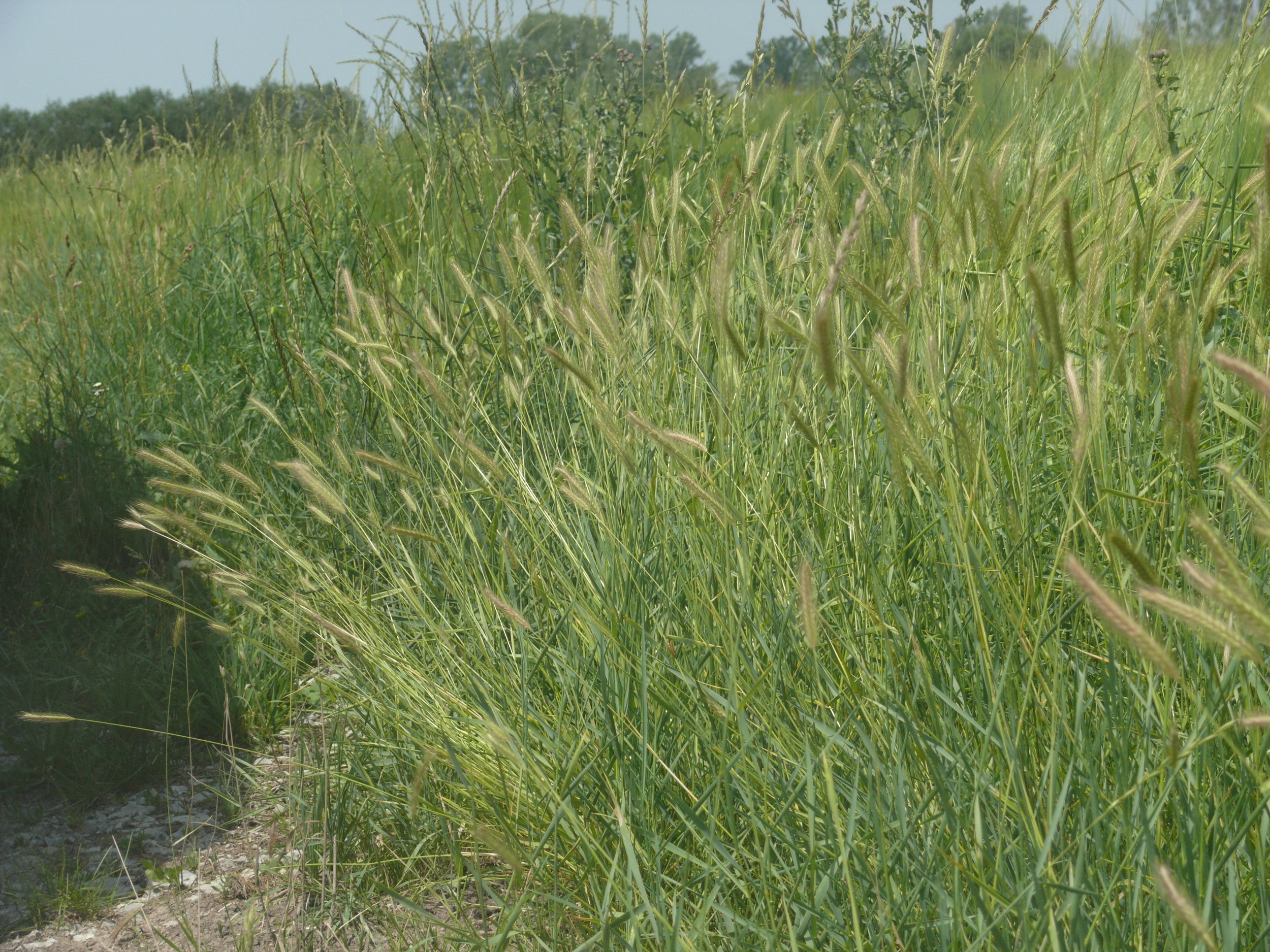
Le foglie

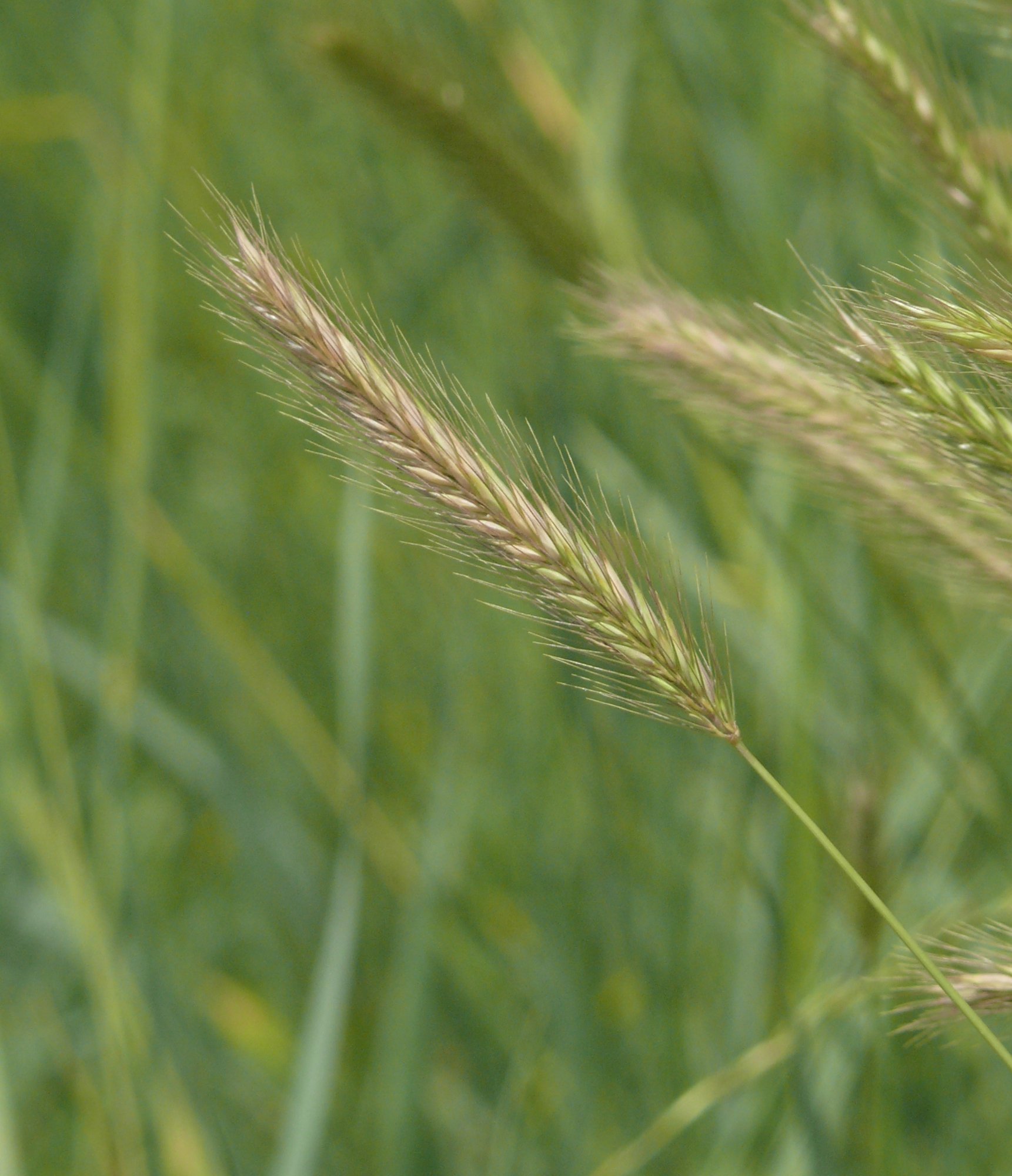
Infiorescenza

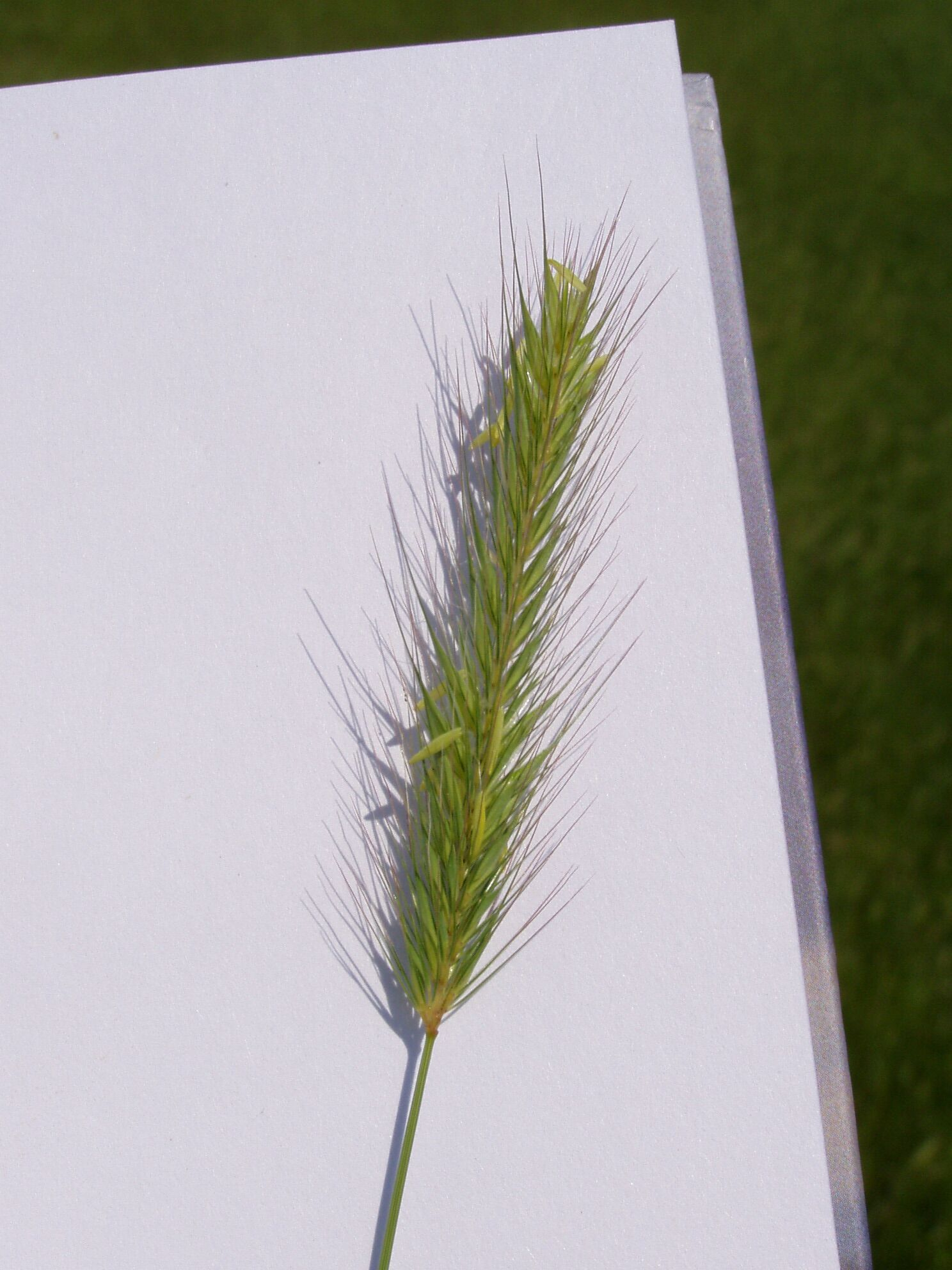
I fiori

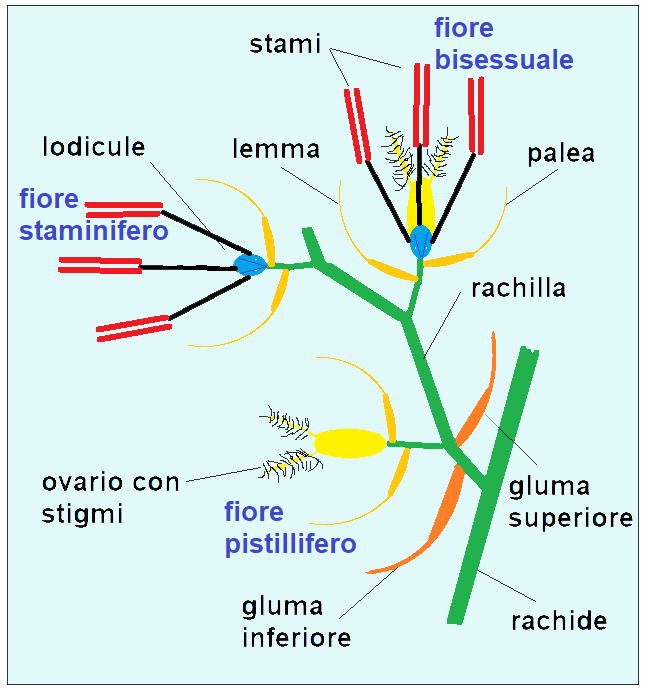
Spighetta generica con tre fiori diversi

Queste piante arrivano ad una altezza di 40 – 70 cm. La forma biologica è emicriptofita cespitosa (H caesp), sono piante erbacee, bienni o perenni, con gemme svernanti al livello del suolo e protette dalla lettiera o dalla neve e presentano ciuffi fitti di foglie che si dipartono dal suolo. Tutta la pianta è glauca.

### Radici
Le radici sono fascicolate.

### Fusto
La parte aerea del fusto è un culmo gracile e eretto. Per almeno 1/3 dell'altezza nella parte apicale è nudo. La base è ingrossata per la presenza delle guaine persistenti (ma non è bulbosa). I nodi sono 3 - 5 per culmo.

### Foglie
Le foglie lungo il culmo sono disposte in modo alterno, sono distiche e si originano dai vari nodi. Sono composte da una guaina, una ligula e una lamina. Le venature sono parallelinervie. Non sono presenti i pseudopiccioli e, nell'epidermide delle foglia, le papille. 
- Guaina: la guaina è abbracciante il fusto; sono presenti dei padiglioni auricolari falcati; la guaina è sparsamente villosa o subglabra.
- Ligula: la ligula, in genere con apice troncato e membranosa, è subnulla (0,5 – 1 mm).
- Lamina: la lamina, piana e qualche volta a forma convoluta, è larga 2 – 4 mm. Lunghezza della lamina: 15 cm.

### Infiorescenza
Infiorescenza principale (sinfiorescenza o semplicemente spiga): le infiorescenze, di tipo racemoso terminale (un racemo per infiorescenza), hanno la forma di una spiga lanceolata sottile, formata da diverse spighette. Le spighette sono strettamente embricate, disposte su tre serie. La spighette centrali sono fertili e sessili, le laterali sono sterili e pedicellate (pedicelli oblunghi). La rachilla ai nodi è piuttosto fragile; mentre gli internodi sono allungati. La fillotassi dell'inflorescenza inizialmente è a due livelli (o a due ranghi), anche se le successive ramificazioni la fa apparire a spirale. Il colore può essere screziato di violaceo. Dimensione della spiga: larghezza 7 mm; lunghezza 2 – 8 cm. 

### Spighetta
Infiorescenza secondaria (o spighetta): le spighette, compresse lateralmente con forme da ellittiche a oblunghe, sottese da due brattee distiche e strettamente sovrapposte chiamate glume (inferiore e superiore), sono formate da un fiore. Alla base di ogni fiore sono presenti due brattee: la palea e il lemma. La disarticolazione avviene con la rottura della rachilla sotto ogni fiore fertile; oppure può cadere l'intera spighetta. 
- Glume: le glume, persistenti, sono ridotte a delle semplici reste (7 – 14 mm di lunghezza).
- Palea: la palea è un profillo lanceolato con alcune venature.
- Lemma: il lemma ha una forma lanceolata mutica con resta; le venature sono 5. Dimensione dei lemmi: lunghezza: 6 – 9 mm. Lunghezza con resta: 8 – 13 mm

### Fiore
I fiori fertili sono attinomorfi formati da 3 verticilli: perianzio ridotto, androceo  e gineceo.
- Formula fiorale:[6]

*, P 2, A (1-)3(-6), G (2–3) supero, cariosside.
- Il perianzio è ridotto e formato da due lodicule, delle squame traslucide, poco visibili (forse relitto di un verticillo di 3 sepali). Le lodicule sono membranose e non vascolarizzate.
- L'androceo è composto da 3 stami ognuno con un breve filamento libero, una antera sagittata e due teche. Le antere (lunghe 3 – 4 mm) sono basifisse con deiscenza da una fessura laterale longitudinale. Il polline è monoporato.
- Il gineceo è composto da 3-(2) carpelli connati formanti un ovario supero. L'ovario, pubescente all'apice, ha un solo loculo con un solo ovulo subapicale (o quasi basale). L'ovulo è anfitropo e semianatropo e tenuinucellato o crassinucellato. Lo stilo, che si origina dal lato abassiale dell'ovario, è breve con due stigmi papillosi e distinti.
- Fioritura: da maggio a luglio.

### Frutti
I frutti sono dei cariosside, ossia sono dei piccoli chicchi indeiscenti avvolti dalle glume, con forme da ovate a oblunghe, nei quali il pericarpo è formato da una sottile parete che circonda il singolo seme. In particolare il pericarpo è fuso al seme ed è aderente. L'endocarpo non è indurito e l'ilo è lungo e lineare. L'embrione è provvisto di epiblasto; ha inoltre un solo cotiledone altamente modificato (scutello senza fessura) in posizione laterale. I margini embrionali della foglia non si sovrappongono. L'endosperma è farinoso.

## Biologia
Come gran parte delle Poaceae, le specie di questo genere si riproducono per impollinazione anemogama. Gli stigmi più o meno piumosi sono una caratteristica importante per catturare meglio il polline aereo.
La dispersione dei semi avviene inizialmente a opera del vento (dispersione anemocora) e una volta giunti a terra grazie all'azione di insetti come le formiche (mirmecoria). In particolare i frutti di queste erbe possono sopravvivere al passaggio attraverso le budella dei mammiferi e possono essere trovati a germogliare nello sterco.

## Distribuzione e habitat

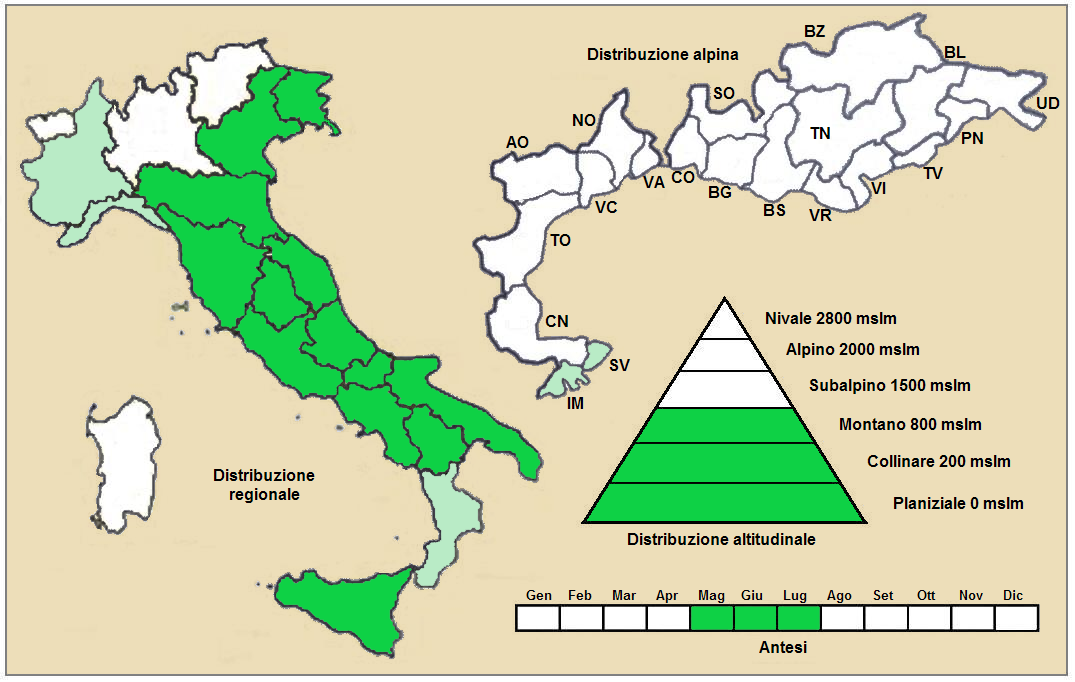
Distribuzione della pianta
(Distribuzione regionale – Distribuzione alpina)

- Geoelemento: il tipo corologico (area di origine) è Euri-Mediterraneo Occidentale (Subatlantico).
- Distribuzione: in Italia è una specie rara e si trova ovunque escluso il Nord e la Sardegna. Nelle Alpi italiane non è presente. Fuori dall'Italia, sempre nelle Alpi, questa specie si trova in Francia (dipartimenti di Hautes-Alpes, Drôme e Isère). Sugli altri rilievi europei collegati alle Alpi si trova nei Vosgi, Massiccio del Giura, Massiccio Centrale, Pirenei e Alpi Dinariche.[14] Nel resto dell'Europa e dell'areale del Mediterraneo questa specie si trova ovunque esclusa la parte orientale; è presente anche nel Magreb.[15]
- Habitat: gli habitat tipici per questa pianta sono i prati umidi e torbosi, gli ambienti ruderali, le aree abbandonate e scarpate. Il substrato preferito è calcareo ma anche siliceo con pH neutro, alti valori nutrizionali del terreno che deve essere mediamente umido.[14]
- Distribuzione altitudinale: sui rilievi queste piante si possono trovare fino a 1.200 m s.l.m.; nelle Alpi frequentano quindi i seguenti piani vegetazionali: collinare e montano (oltre a quello planiziale – a livello del mare).

### Fitosociologia

#### Areale alpino
Dal punto di vista fitosociologico alpino Hordeum secalinum appartiene alla seguente comunità vegetale:
- Formazione: delle comunità delle macro- e megaforbie terrestri

- Classe: Molinio-Arrhenatheretea

- Ordine: Arrhenatheretalia elatioris

- Alleanza: Cynosurion

#### Areale italiano
Per l'areale completo italiano Hordeum secalinum appartiene alla seguente comunità vegetale:
- Macrotipologia: vegetazione delle praterie

- Classe: Agrostietea stoloniferae Oberdorfer, 1983

- Ordine: Potentillo anserinae - Polygonetalia avicularis Tüxen, 1947

- Alleanza: Alopecurion utriculati Zeidler, 1954

Descrizione. L'alleanza Alopecurion utriculati è relativa allo sviluppo su prati igrofili e suoli oligoalini, e quindi a basso grado di salinità. L’alleanza ha una distribuzione europea sud-orientale (areali mediterranei e submediterranei) e atlantica.
Specie presenti nell'associazione: Cynosurus cristatus, Trifolium repens, Phleum pratense, Alopecurus utriculatus, Cichorium intybus, Ranunculus marginatus, Ranunculus velutinus, Carex divisa, Scorzonera jacquiniana, Trifolium squamosum, Trifolium resupinatum, Trifolium patens, Gaudinia fragilis, Oenanthe silaifolia.
Altre alleanze per questa specie sono:
- Polygonion tenoreani
- Ranunculion velutini

## Tassonomia
La famiglia delle Poacee comprende circa 800 generi e oltre 9.000 specie. È una delle famiglie più numerose e più importanti del gruppo delle monocotiledoni. La famiglia è suddivisa in 12 sottofamiglie, il genere Hordeum  fa parte della sottofamiglia Pooideae, tribù Hordeeae.

### Filogenesi
Il genere Hordeum fa parte della tribù Hordeeae (supertribù Triticodae T.D. Macfarl. & L. Watson, 1982). La supertribù Triticodae comprende tre tribù: Littledaleeae, Bromeae e Hordeeae. All'interno della supertribù, la tribù Hordeeae forma un "gruppo fratello" con la tribù Bromeae.
Il genere comprende solamente piante poliploidi con i genomi designati "H, I, X, e Y". Inoltre questo genere è stato soggetto ad una "evoluzione reticolata" per fenomeni di ibridazione, o per il trasferimento orizzontale di geni ma anche per l’endosimbiosi.

### Sinonimi
Questa entità ha avuto nel tempo diverse nomenclature. L'elenco seguente indica alcuni tra i sinonimi più frequenti:
- Critesion secalinum (Schreb.) Á.Löve
- Frumentum pratense  E.H.L.Krause
- Hordeum maritimum  Roth
- Hordeum maritimum  O.F.Müll.
- Hordeum maximum  Vill.
- Hordeum pratense  Huds.
- Hordeum rothii  Link
- Hordeum sibiricum  Link ex Steud.
- Zeocriton maritimum  P.Beauv.
- Zeocriton secalinum  (Schreb.) P.Beauv.

### Specie simili
La pianta di questa voce può essere confusa con la specie Hordeum jubatum L. che comunque si distingue per le reste più lunghe (4 – 6 cm) e che conferiscono alla spiga un caratteristico aspetto crinito. Si trova soprattutto nel Nord America e Asia Orientale.